# Circoscrizione Campania (Senato della Repubblica)
La circoscrizione Campania è una circoscrizione elettorale italiana per l'elezione del Senato della Repubblica.

## Storia
La circoscrizione elettorale venne istituita, con altre 19, per le prime elezioni del Senato della Repubblica, tramite Legge del 6 febbraio 1948, n. 29 in ottemperanza alla Costituzione della Repubblica Italiana che prescrive, all'art. 57, che «il Senato della Repubblica è eletto a base regionale». Fu suddivisa in 21 collegi di lista, in base al D.P.R. del 6 febbraio 1948, n. 30.
In rispetto del suddetto articolo, la circoscrizione venne riconfermata in seguito in tutte le leggi elettorali inerenti al Senato della Repubblica. 
La Legge 4 agosto 1993, n. 276 modificò il territorio suddividendolo in 22 collegi uninominali, in base al D.Lgs. del 20 dicembre 1993 n. 535. I suddetti collegi vennero aboliti dalla Legge del 21 dicembre 2005, n. 270.
L'attuale Legge 3 novembre 2017, n. 165, ha ricreato nel territorio della circoscrizione collegi uninominali e collegi plurinominali che devono essere determinati dal governo tramite decreto legislativo.

## Territorio
Il territorio della circoscrizione corrisponde, fin dalla sua istituzione, a quello della regione Campania.

## Seggi
Per l'attribuzione dei seggi spettanti ad ogni regione, bisogna ottemperare anche in questo caso alla Costituzione della Repubblica Italiana la quale prescriveva, alla data di promulgazione del 1948, che «Nessuna Regione può avere un numero di senatori inferiore a sei. La Valle d’Aosta ha un solo senatore», modificata poi con la Legge costituzionale 9 febbraio 1963, n. 2 che recita «Nessuna Regione può avere un numero di senatori inferiori a sette; il Molise ne ha due, la Valle d’Aosta uno.»
Partendo da un minimo costituzionale di sei seggi per regione, divenuti poi sette, la ripartizione dei seggi spettanti alla circoscrizione viene effettuata in proporzione alla popolazione delle Regioni, quale risulta dall'ultimo censimento generale, sulla base dei quozienti interi e dei più alti resti.

## Dal 1948 al 1993
In base alla legge in vigore dal 1948, essenzialmente proporzionale, i partiti presentavano in ogni circoscrizione un candidato per ogni collegio. All'interno di ciascun collegio, veniva eletto senatore il candidato che avesse raggiunto il quorum del 65% delle preferenze. Qualora nessun candidato avesse conseguito l'elezione, i voti di tutti i candidati venivano raggruppati nelle liste di partito a livello regionale, dove i seggi venivano allocati utilizzando il metodo D'Hondt delle maggiori medie statistiche e quindi, all'interno di ciascuna lista, venivano dichiarati eletti senatori i candidati con le migliori percentuali di preferenza.

### Collegi elettorali
- Avellino
- Sant'Angelo dei Lombardi
- Benevento-Ariano Irpino
- Cerreto Sannita
- Caserta
- Santa Maria Capua Vetere-Aversa
- Piedimonte Matese-Sessa Aurunca[6]
- Napoli I
- Napoli II
- Napoli III
- Napoli IV
- Napoli V
- Napoli VI
- Afragola
- Castellammare Di Stabia
- Nola
- Torre Del Greco
- Salerno
- Nocera Inferiore
- Eboli
- Sala Consilina-Vallo Della Lucania

### I legislatura
Tra gli eletti, raggiunse il quorum del 65% dei voti nei collegi Giovanni Caso (collegio 7 - Piedimonte d'Alife-Sessa Aurunca), indicato in grassetto nella tabella sottostante.
| Partito                            | Partito                                          | Risultati 18 aprile 1948 | Risultati 18 aprile 1948 | Risultati 18 aprile 1948 | Seggi | Seggi |
| Partito                            | Partito                                          | Voti                     | %                        | ±                        | Num   | ±     |
| ---------------------------------- | ------------------------------------------------ | ------------------------ | ------------------------ | ------------------------ | ----- | ----- |
|                                    | Democrazia Cristiana                             | 818 255                  | 46,42                    | n.d.                     | 11    | n.d.  |
|                                    | Fronte Democratico Popolare                      | 336 172                  | 19,07                    | n.d.                     | 4     | n.d.  |
|                                    | Blocco Nazionale                                 | 211 096                  | 11,98                    | n.d.                     | 2     | n.d.  |
|                                    | Indipendente                                     | 166 768                  | 9,46                     | n.d.                     | 2     | n.d.  |
|                                    | Partito Nazionale Monarchico                     | 112 920                  | 6,41                     | n.d.                     | 1     | n.d.  |
|                                    | Movimento Sociale Italiano                       | 41 736                   | 2,37                     | n.d.                     | 1     | n.d.  |
|                                    | Unità Socialista                                 | 37 048                   | 2,10                     | n.d.                     | 0     | n.d.  |
|                                    | Movimento Nazionalista per la Democrazia Sociale | 17 617                   | 1,00                     | n.d.                     | 0     | n.d.  |
|                                    | Partito Repubblicano Italiano                    | 16 198                   | 0,92                     | n.d.                     | 0     | n.d.  |
|                                    | Partito dei Contadini d'Italia                   | 4 728                    | 0,27                     | n.d.                     | 0     | n.d.  |
|                                    |                                                  |                          |                          |                          |       |       |
| Iscritti                           | Iscritti                                         | 2 095 290                | 100,00                   |                          |       |       |
| ↳ Votanti (% su iscritti)          | ↳ Votanti (% su iscritti)                        | 1 871 538                | 89,32                    | n.d.                     |       |       |
| ↳ Voti validi (% su votanti)       | ↳ Voti validi (% su votanti)                     | 1 762 538                | 94,18                    |                          |       |       |
| ↳ Schede non valide (% su votanti) | ↳ Schede non valide (% su votanti)               | 109 000                  | 5,82                     |                          |       |       |
| ↳ Astenuti (% su iscritti)         | ↳ Astenuti (% su iscritti)                       | 223 752                  | 10,68                    |                          |       |       |

| Eletti | Eletti                |  | Eletti                | Eletti |
| ------ | --------------------- |  | --------------------- | ------ |
|        | Giovanni Caso         |  | Pietro Adinolfi       |        |
|        | Raul De Luzenberger   |  | Floriano Del Secolo   |        |
|        | Basilio Focaccia      |  | Mario Palermo         |        |
|        | Silvio Gava           |  | Eugenio Reale         |        |
|        | Goffredo Lanzara      |  | Mario Venditti        |        |
|        | Antonio Lepore        |  | Emilio Salvi          |        |
|        | Ignazio Lodato        |  | Giacinto Bosco        |        |
|        | Vincenzo Monaldi      |  | Raffaele Pezzullo     |        |
|        | Gaetano Quagliariello |  | Giuseppe Santonastaso |        |
|        | Mario Riccio          |  | Enea Franza           |        |
|        | Leopoldo Rubinacci    |  |                       |        |

### II legislatura
Nessun candidato nei collegi uninominali raggiunse il quorum del 65% dei voti per essere eletto automaticamente; i seggi vennero pertanto assegnati proporzionalmente ai voti ricevuti.
| Partito                            | Partito                                 | Risultati 7 giugno 1953 | Risultati 7 giugno 1953 | Risultati 7 giugno 1953 | Seggi | Seggi   |
| Partito                            | Partito                                 | Voti                    | %                       | ±                       | Num   | ±       |
| ---------------------------------- | --------------------------------------- | ----------------------- | ----------------------- | ----------------------- | ----- | ------- |
|                                    | Democrazia Cristiana                    | 681 460                 | 35,37                   | 10,95                   | 9     | 2       |
|                                    | Partito Nazionale Monarchico            | 428 795                 | 22,25                   | 15,84                   | 5     | 4       |
|                                    | Partito Comunista Italiano              | 294 803                 | 15,30                   | n.d.                    | 3     | n.d.    |
|                                    | Movimento Sociale Italiano              | 139 423                 | 7,24                    | 4,87                    | 1     | Stabile |
|                                    | Partito Socialista Italiano             | 108 398                 | 5,63                    | n.d.                    | 1     | n.d.    |
|                                    | Partito Liberale Italiano               | 87 570                  | 4,54                    | n.d.                    | 1     | n.d.    |
|                                    | Alleanza Democratica Nazionale          | 67 469                  | 3,50                    | n.d.                    | 1     | n.d.    |
|                                    | Altri Gruppi                            | 63 616                  | 3,30                    | n.d.                    | 0     | n.d.    |
|                                    | Partito Socialista Democratico Italiano | 50 345                  | 2,61                    | n.d.                    | 0     | n.d.    |
|                                    | Partito Repubblicano Italiano           | 5 042                   | 0,26                    | n.d.                    | 0     | n.d.    |
|                                    |                                         |                         |                         |                         |       |         |
| Iscritti                           | Iscritti                                | 2 211 104               | 100,00                  |                         |       |         |
| ↳ Votanti (% su iscritti)          | ↳ Votanti (% su iscritti)               | 2 041 375               | 92,32                   | 3,00                    |       |         |
| ↳ Voti validi (% su votanti)       | ↳ Voti validi (% su votanti)            | 1 926 921               | 94,39                   |                         |       |         |
| ↳ Schede non valide (% su votanti) | ↳ Schede non valide (% su votanti)      | 114 454                 | 5,61                    |                         |       |         |
| ↳ Astenuti (% su iscritti)         | ↳ Astenuti (% su iscritti)              | 169 729                 | 7,68                    |                         |       |         |

| Eletti | Eletti             |  | Eletti             | Eletti |
| ------ | ------------------ |  | ------------------ | ------ |
|        | Alfonso Artiaco    |  | Gaetano Fiorentino |        |
|        | Giacinto Bosco     |  | Achille Lauro      |        |
|        | Pasquale Clemente  |  | Arnaldo Lubelli    |        |
|        | Gabriele Criscuoli |  | Mario Palermo      |        |
|        | Basilio Focaccia   |  | Emilio Sereni      |        |
|        | Silvio Gava        |  | Maurizio Valenzi   |        |
|        | Antonio Lepore     |  | Enea Franza        |        |
|        | Mario Riccio       |  | Raffaele Petti     |        |
|        | Francesco Selvaggi |  | Antonio Pannullo   |        |
|        | Pasquale Buglione  |  | Luigi Angrisani    |        |
|        | Alfredo De Marsico |  |                    |        |

### III legislatura
Nessun candidato nei collegi uninominali raggiunse il quorum del 65% dei voti per essere eletto automaticamente; i seggi vennero pertanto assegnati proporzionalmente ai voti ricevuti.
| Partito                            | Partito                                 | Risultati 25 maggio 1958 | Risultati 25 maggio 1958 | Risultati 25 maggio 1958 | Seggi | Seggi   |
| Partito                            | Partito                                 | Voti                     | %                        | ±                        | Num   | ±       |
| ---------------------------------- | --------------------------------------- | ------------------------ | ------------------------ | ------------------------ | ----- | ------- |
|                                    | Democrazia Cristiana                    | 813 570                  | 38,21                    | 2,84                     | 10    | 1       |
|                                    | Partito Comunista Italiano              | 429 772                  | 20,19                    | 2,06                     | 5     | Stabile |
|                                    | Partito Monarchico Popolare             | 305 417                  | 14,35                    | n.d.                     | 3     | n.d.    |
|                                    | Partito Socialista Italiano             | 214 919                  | 10,09                    | 4,46                     | 2     | 1       |
|                                    | Movimento Sociale Italiano              | 112 758                  | 5,30                     | 0,43                     | 1     | Stabile |
|                                    | Partito Liberale Italiano               | 99 886                   | 4,69                     | 0,15                     | 1     | Stabile |
|                                    | Partito Nazionale Monarchico            | 75 280                   | 3,54                     | n.d.                     | 0     | n.d.    |
|                                    | Partito Socialista Democratico Italiano | 52 749                   | 2,48                     | 0,13                     | 0     | Stabile |
|                                    | Comunità                                | 11 355                   | 0,53                     | n.d.                     | 0     | n.d.    |
|                                    | PRI-Rad                                 | 10 212                   | 0,48                     | 0,22                     | 0     | [ 7 ]   |
|                                    | Unificazione Socialista                 | 3 110                    | 0,15                     | n.d.                     | 0     | n.d.    |
|                                    |                                         |                          |                          |                          |       |         |
| Iscritti                           | Iscritti                                | 2 430 322                | 100,00                   |                          |       |         |
| ↳ Votanti (% su iscritti)          | ↳ Votanti (% su iscritti)               | 2 240 120                | 92,17                    | 0,15                     |       |         |
| ↳ Voti validi (% su votanti)       | ↳ Voti validi (% su votanti)            | 2 129 028                | 95,04                    |                          |       |         |
| ↳ Schede non valide (% su votanti) | ↳ Schede non valide (% su votanti)      | 111 092                  | 4,96                     |                          |       |         |
| ↳ Astenuti (% su iscritti)         | ↳ Astenuti (% su iscritti)              | 190 202                  | 7,83                     |                          |       |         |

| Eletti | Eletti                    |  | Eletti               | Eletti |
| ------ | ------------------------- |  | -------------------- | ------ |
|        | Giacinto Bosco            |  | Pasquale Cecchi      |        |
|        | Gabriele Criscuoli        |  | Mario Palermo        |        |
|        | Basilio Focaccia          |  | Emilio Sereni        |        |
|        | Silvio Gava               |  | Maurizio Valenzi     |        |
|        | Angelo Raffaele Jervolino |  | Amedeo D'Albora      |        |
|        | Antonio Lepore            |  | Gaetano Fiorentino   |        |
|        | Pietro Lombari            |  | Ludovico Greco       |        |
|        | Vincenzo Monaldi          |  | Generoso Jodice      |        |
|        | Raffaele Pucci            |  | Luigi Renato Sansone |        |
|        | Mario Riccio              |  | Enea Franza          |        |
|        | Giovanni Bertoli          |  | Mario Venditti       |        |

### IV legislatura
Nessun candidato nei collegi uninominali raggiunse il quorum del 65% dei voti per essere eletto automaticamente; i seggi vennero pertanto assegnati proporzionalmente ai voti ricevuti.
| Partito                            | Partito                                          | Risultati 28 aprile 1963 | Risultati 28 aprile 1963 | Risultati 28 aprile 1963 | Seggi | Seggi   |
| Partito                            | Partito                                          | Voti                     | %                        | ±                        | Num   | ±       |
| ---------------------------------- | ------------------------------------------------ | ------------------------ | ------------------------ | ------------------------ | ----- | ------- |
|                                    | Democrazia Cristiana                             | 757 628                  | 34,51                    | 3,70                     | 11    | 1       |
|                                    | Partito Comunista Italiano                       | 508 858                  | 23,18                    | 2,99                     | 8     | 3       |
|                                    | Partito Socialista Italiano                      | 243 426                  | 11,09                    | 1,00                     | 3     | 1       |
|                                    | Movimento Sociale Italiano                       | 181 999                  | 8,29                     | 2,99                     | 2     | 1       |
|                                    | Partito Liberale Italiano                        | 181 330                  | 8,26                     | 3,57                     | 2     | 1       |
|                                    | Partito Democratico Italiano di Unità Monarchica | 160 317                  | 7,30                     | n.d.                     | 1     | n.d.    |
|                                    | Partito Socialista Democratico Italiano          | 120 688                  | 5,50                     | 2,89                     | 1     | 1       |
|                                    | Indipendente                                     | 22 578                   | 1,03                     | n.d.                     | 1     | n.d.    |
|                                    | Partito Repubblicano Italiano                    | 18 613                   | 0,85                     | 0,37                     | 0     | Stabile |
|                                    |                                                  |                          |                          |                          |       |         |
| Iscritti                           | Iscritti                                         | 2 576 816                | 100,00                   |                          |       |         |
| ↳ Votanti (% su iscritti)          | ↳ Votanti (% su iscritti)                        | 2 315 878                | 89,87                    | 2,30                     |       |         |
| ↳ Voti validi (% su votanti)       | ↳ Voti validi (% su votanti)                     | 2 195 437                | 94,80                    |                          |       |         |
| ↳ Schede non valide (% su votanti) | ↳ Schede non valide (% su votanti)               | 120 441                  | 5,20                     |                          |       |         |
| ↳ Astenuti (% su iscritti)         | ↳ Astenuti (% su iscritti)                       | 260 938                  | 10,13                    |                          |       |         |

| Eletti | Eletti                    |  | Eletti                 | Eletti |
| ------ | ------------------------- |  | ---------------------- | ------ |
|        | Giacinto Bosco            |  | Salvatore Pellegrino   |        |
|        | Gabriele Criscuoli        |  | Antonio Pompeo Rendina |        |
|        | Luigi De Michele          |  | Riccardo Romano        |        |
|        | Basilio Focaccia          |  | Maurizio Valenzi       |        |
|        | Silvio Gava               |  | Generoso Jodice        |        |
|        | Vincenzo Indelli          |  | Costantino Preziosi    |        |
|        | Angelo Raffaele Jervolino |  | Aristide Sellitti      |        |
|        | Antonio Lepore            |  | Antonio Cremisini      |        |
|        | Pietro Lombari            |  | Enea Franza            |        |
|        | Vincenzo Monaldi          |  | Alfonso Chiariello     |        |
|        | Leopoldo Rubinacci        |  | Giovanni D'Errico      |        |
|        | Giovanni Bertoli          |  | Gaetano Fiorentino     |        |
|        | Antonio Cassese           |  | Luigi Angrisani        |        |
|        | Mario Gomez d'Ayala       |  | Michelangelo Nicoletti |        |
|        | Mario Palermo             |  |                        |        |

### V legislatura
Nessun candidato nei collegi uninominali raggiunse il quorum del 65% dei voti per essere eletto automaticamente; i seggi vennero pertanto assegnati proporzionalmente ai voti ricevuti.
| Partito                            | Partito                                          | Risultati 19 maggio 1968 | Risultati 19 maggio 1968 | Risultati 19 maggio 1968 | Seggi | Seggi   |
| Partito                            | Partito                                          | Voti                     | %                        | ±                        | Num   | ±       |
| ---------------------------------- | ------------------------------------------------ | ------------------------ | ------------------------ | ------------------------ | ----- | ------- |
|                                    | Democrazia Cristiana                             | 798 176                  | 35,13                    | 0,94                     | 11    | Stabile |
|                                    | PCI-PSIUP                                        | 593 632                  | 26,13                    | 2,82                     | 8     | Stabile |
|                                    | PSI-PSDI Unificati                               | 306 124                  | 13,47                    | 3,18                     | 4     | [ 8 ]   |
|                                    | Movimento Sociale Italiano                       | 205 140                  | 9,03                     | 0,69                     | 2     | Stabile |
|                                    | Partito Democratico Italiano di Unità Monarchica | 148 217                  | 6,52                     | 0,81                     | 2     | 1       |
|                                    | Partito Liberale Italiano                        | 146 584                  | 6,45                     | 1,84                     | 1     | 1       |
|                                    | Partito Repubblicano Italiano                    | 73 973                   | 3,26                     | 2,39                     | 1     | 1       |
|                                    |                                                  |                          |                          |                          |       |         |
| Iscritti                           | Iscritti                                         | 2 712 021                | 100,00                   |                          |       |         |
| ↳ Votanti (% su iscritti)          | ↳ Votanti (% su iscritti)                        | 2 416 976                | 89,12                    | 0,75                     |       |         |
| ↳ Voti validi (% su votanti)       | ↳ Voti validi (% su votanti)                     | 2 271 846                | 94,00                    |                          |       |         |
| ↳ Schede non valide (% su votanti) | ↳ Schede non valide (% su votanti)               | 145 130                  | 6,00                     |                          |       |         |
| ↳ Astenuti (% su iscritti)         | ↳ Astenuti (% su iscritti)                       | 295 045                  | 10,88                    |                          |       |         |

| Eletti | Eletti              |  | Eletti                   | Eletti |
| ------ | ------------------- |  | ------------------------ | ------ |
|        | Giacinto Bosco      |  | Francesco Lugnano        |        |
|        | Pietro Colella      |  | Gaspare Papa             |        |
|        | Mattia Coppola      |  | Costantino Preziosi      |        |
|        | Salverino De Vito   |  | Riccardo Romano          |        |
|        | Silvio Gava         |  | Francesco Iannelli       |        |
|        | Pietro Lombari      |  | Raffaele Iannuzzi        |        |
|        | Salvatore Piccolo   |  | Manlio Rossi Doria       |        |
|        | Pietro Lombari      |  | Mario Vignola            |        |
|        | Cristoforo Ricci    |  | Enea Franza              |        |
|        | Alfonso Tanga       |  | Fernando Tanucci Nannini |        |
|        | Alfonso Tesauro     |  | Gaetano Fiorentino       |        |
|        | Angelo Abenante     |  | Achille Lauro            |        |
|        | Giovanni Bertoli    |  | Alfonso Chiariello       |        |
|        | Gerardo Chiaromonte |  | Biagio Pinto             |        |
|        | Carlo Fermariello   |  |                          |        |

### VI legislatura
Nessun candidato nei collegi uninominali raggiunse il quorum del 65% dei voti per essere eletto automaticamente; i seggi vennero pertanto assegnati proporzionalmente ai voti ricevuti.
| Partito                            | Partito                                 | Risultati 7 maggio 1972 | Risultati 7 maggio 1972 | Risultati 7 maggio 1972 | Seggi | Seggi   |
| Partito                            | Partito                                 | Voti                    | %                       | ±                       | Num   | ±       |
| ---------------------------------- | --------------------------------------- | ----------------------- | ----------------------- | ----------------------- | ----- | ------- |
|                                    | Democrazia Cristiana                    | 858 429                 | 35,79                   | 0,66                    | 11    | Stabile |
|                                    | PCI-PSIUP                               | 567 873                 | 23,68                   | 2,45                    | 7     | 1       |
|                                    | Movimento Sociale Italiano              | 437 384                 | 18,24                   | 9,21                    | 5     | 3       |
|                                    | Partito Socialista Italiano             | 221 233                 | 9,22                    | n.d.                    | 3     | n.d.    |
|                                    | Partito Socialista Democratico Italiano | 135 563                 | 5,65                    | n.d.                    | 1     | n.d.    |
|                                    | Partito Repubblicano Italiano           | 94 512                  | 3,94                    | 0,68                    | 1     | Stabile |
|                                    | Partito Liberale Italiano               | 83 259                  | 3,47                    | 2,98                    | 1     | Stabile |
|                                    |                                         |                         |                         |                         |       |         |
| Iscritti                           | Iscritti                                | 2 820 085               | 100,00                  |                         |       |         |
| ↳ Votanti (% su iscritti)          | ↳ Votanti (% su iscritti)               | 2 528 013               | 89,64                   | 0,17                    |       |         |
| ↳ Voti validi (% su votanti)       | ↳ Voti validi (% su votanti)            | 2 398 253               | 94,87                   |                         |       |         |
| ↳ Schede non valide (% su votanti) | ↳ Schede non valide (% su votanti)      | 129 760                 | 5,13                    |                         |       |         |
| ↳ Astenuti (% su iscritti)         | ↳ Astenuti (% su iscritti)              | 292 072                 | 10,36                   |                         |       |         |

| Eletti | Eletti                   |  | Eletti                   | Eletti |
| ------ | ------------------------ |  | ------------------------ | ------ |
|        | Vincenzo Barra           |  | Francesco Lugnano        |        |
|        | Giacinto Bosco           |  | Gaspare Papa             |        |
|        | Pietro Colella           |  | Pietro Valenza           |        |
|        | Mattia Coppola           |  | Giuseppe Basadonna       |        |
|        | Salverino De Vito        |  | Mario De Fazio           |        |
|        | Silvio Gava              |  | Gaetano Fiorentino       |        |
|        | Peppino Manente Comunale |  | Pietro Pistolese         |        |
|        | Cristoforo Ricci         |  | Fernando Tanucci Nannini |        |
|        | Giuseppe Santonastaso    |  | Aldo Cucinelli           |        |
|        | Alfonso Tanga            |  | Manlio Rossi Doria       |        |
|        | Alfonso Tesauro          |  | Mario Vignola            |        |
|        | Angelo Abenante          |  | Aniello Giuliano         |        |
|        | Gerardo Chiaromonte      |  | Biagio Pinto             |        |
|        | Nicola Corretto          |  | Salvatore Valitutti      |        |
|        | Carlo Fermariello        |  |                          |        |

### VII legislatura
Nessun candidato nei collegi uninominali raggiunse il quorum del 65% dei voti per essere eletto automaticamente; i seggi vennero pertanto assegnati proporzionalmente ai voti ricevuti.
| Partito                            | Partito                                 | Risultati 20 giugno 1976 | Risultati 20 giugno 1976 | Risultati 20 giugno 1976 | Seggi | Seggi   |
| Partito                            | Partito                                 | Voti                     | %                        | ±                        | Num   | ±       |
| ---------------------------------- | --------------------------------------- | ------------------------ | ------------------------ | ------------------------ | ----- | ------- |
|                                    | Democrazia Cristiana                    | 954 300                  | 37,89                    | 2,10                     | 12    | 1       |
|                                    | Partito Comunista Italiano              | 798 061                  | 31,68                    | 8,00                     | 10    | 3       |
|                                    | Movimento Sociale Italiano              | 313 236                  | 12,44                    | 5,80                     | 3     | 2       |
|                                    | Partito Socialista Italiano             | 209 737                  | 8,33                     | 0,89                     | 2     | 1       |
|                                    | Partito Socialista Democratico Italiano | 104 130                  | 4,13                     | 1,52                     | 1     | Stabile |
|                                    | Partito Repubblicano Italiano           | 78 657                   | 3,12                     | 0,82                     | 1     | Stabile |
|                                    | Partito Liberale Italiano               | 45 481                   | 1,81                     | 1,17                     | 0     | 1       |
|                                    | Partito Radicale                        | 15 215                   | 0,60                     | n.d.                     | 0     | n.d.    |
|                                    |                                         |                          |                          |                          |       |         |
| Iscritti                           | Iscritti                                | 2 940 553                | 100,00                   |                          |       |         |
| ↳ Votanti (% su iscritti)          | ↳ Votanti (% su iscritti)               | 2 625 145                | 89,27                    | 0,37                     |       |         |
| ↳ Voti validi (% su votanti)       | ↳ Voti validi (% su votanti)            | 2 518 817                | 95,95                    |                          |       |         |
| ↳ Schede non valide (% su votanti) | ↳ Schede non valide (% su votanti)      | 106 328                  | 4,05                     |                          |       |         |
| ↳ Astenuti (% su iscritti)         | ↳ Astenuti (% su iscritti)              | 315 408                  | 10,73                    |                          |       |         |

| Eletti | Eletti                    |  | Eletti             | Eletti |
| ------ | ------------------------- |  | ------------------ | ------ |
|        | Paolo Barbi               |  | Antonio Guarino    |        |
|        | Francesco Paolo Bonifacio |  | Michele Iannarone  |        |
|        | Pietro Colella            |  | Francesco Lugnano  |        |
|        | Salverino De Vito         |  | Aldo Masullo       |        |
|        | Franco Alfredo Grassini   |  | Antonio Mola       |        |
|        | Nicola Mancino            |  | Vincenzo Sparano   |        |
|        | Peppino Manente Comunale  |  | Pietro Valenza     |        |
|        | Cristoforo Ricci          |  | Giuseppe Basadonna |        |
|        | Giuseppe Santonastaso     |  | Giovanni Gatti     |        |
|        | Alfonso Tanga             |  | Domenico Manno     |        |
|        | Mario Valiante            |  | Luciano Rufino     |        |
|        | Antonio Vitale            |  | Mario Vignola      |        |
|        | Gerardo Chiaromonte       |  | Giosi Roccamonte   |        |
|        | Gaetano Di Marino         |  | Biagio Pinto       |        |
|        | Carlo Fermariello         |  |                    |        |

### VIII legislatura
Nessun candidato nei collegi uninominali raggiunse il quorum del 65% dei voti per essere eletto automaticamente; i seggi vennero pertanto assegnati proporzionalmente ai voti ricevuti.
| Partito                            | Partito                                      | Risultati 3 giugno 1979 | Risultati 3 giugno 1979 | Risultati 3 giugno 1979 | Seggi | Seggi   |
| Partito                            | Partito                                      | Voti                    | %                       | ±                       | Num   | ±       |
| ---------------------------------- | -------------------------------------------- | ----------------------- | ----------------------- | ----------------------- | ----- | ------- |
|                                    | Democrazia Cristiana                         | 984 934                 | 39,21                   | 1,32                    | 13    | 1       |
|                                    | Partito Comunista Italiano                   | 657 744                 | 26,18                   | 5,50                    | 8     | 2       |
|                                    | Movimento Sociale Italiano                   | 270 900                 | 10,78                   | 1,66                    | 3     | Stabile |
|                                    | Partito Socialista Italiano                  | 255 731                 | 10,18                   | 1,85                    | 3     | 1       |
|                                    | Partito Socialista Democratico Italiano      | 118 204                 | 4,71                    | 0,58                    | 1     | Stabile |
|                                    | Partito Repubblicano Italiano                | 100 214                 | 3,99                    | 0,87                    | 1     | Stabile |
|                                    | Partito Radicale-NSU                         | 52 679                  | 2,10                    | n.d.                    | 0     | n.d.    |
|                                    | Partito Liberale Italiano                    | 38 958                  | 1,55                    | 0,38                    | 0     | Stabile |
|                                    | Democrazia Nazionale - Costituente di Destra | 32 807                  | 1,31                    | n.d.                    | 0     | n.d.    |
|                                    |                                              |                         |                         |                         |       |         |
| Iscritti                           | Iscritti                                     | 3 083 677               | 100,00                  |                         |       |         |
| ↳ Votanti (% su iscritti)          | ↳ Votanti (% su iscritti)                    | 2 667 361               | 86,50                   | 2,77                    |       |         |
| ↳ Voti validi (% su votanti)       | ↳ Voti validi (% su votanti)                 | 2 512 171               | 94,18                   |                         |       |         |
| ↳ Schede non valide (% su votanti) | ↳ Schede non valide (% su votanti)           | 155 190                 | 5,82                    |                         |       |         |
| ↳ Astenuti (% su iscritti)         | ↳ Astenuti (% su iscritti)                   | 416 316                 | 13,50                   |                         |       |         |

| Eletti | Eletti                    |  | Eletti             | Eletti |
| ------ | ------------------------- |  | ------------------ | ------ |
|        | Francesco Paolo Bonifacio |  | Carlo Fermariello  |        |
|        | Pietro Colella            |  | Francesco Lugnano  |        |
|        | Bernardo D'Arezzo         |  | Antonio Mola       |        |
|        | Salverino De Vito         |  | Vincenzo Sparano   |        |
|        | Nicola Mancino            |  | Boris Ulianich     |        |
|        | Peppino Manente Comunale  |  | Pietro Valenza     |        |
|        | Francesco Patriarca       |  | Riccardo Monaco    |        |
|        | Cristoforo Ricci          |  | Pietro Pistolese   |        |
|        | Giuseppe Santonastaso     |  | Antonio Rastrelli  |        |
|        | Salvatore Sica            |  | Francesco Iannelli |        |
|        | Alfonso Tanga             |  | Enrico Quaranta    |        |
|        | Mario Valiante            |  | Mario Vignola      |        |
|        | Antonio Vitale            |  | Giosi Roccamonte   |        |
|        | Gerardo Chiaromonte       |  | Biagio Pinto       |        |
|        | Gaetano Di Marino         |  |                    |        |

### IX legislatura
Nessun candidato nei collegi uninominali raggiunse il quorum del 65% dei voti per essere eletto automaticamente; i seggi vennero pertanto assegnati proporzionalmente ai voti ricevuti.
| Partito                            | Partito                                 | Risultati 26 giugno 1983 | Risultati 26 giugno 1983 | Risultati 26 giugno 1983 | Seggi | Seggi   |
| Partito                            | Partito                                 | Voti                     | %                        | ±                        | Num   | ±       |
| ---------------------------------- | --------------------------------------- | ------------------------ | ------------------------ | ------------------------ | ----- | ------- |
|                                    | Democrazia Cristiana                    | 837 865                  | 32,75                    | 6,46                     | 11    | 2       |
|                                    | Partito Comunista Italiano              | 653 225                  | 25,53                    | 0,65                     | 9     | 1       |
|                                    | Movimento Sociale Italiano              | 360 251                  | 14,08                    | 3,30                     | 4     | 1       |
|                                    | Partito Socialista Italiano             | 314 253                  | 12,28                    | 2,10                     | 4     | 1       |
|                                    | Partito Socialista Democratico Italiano | 131 849                  | 5,15                     | 0,44                     | 1     | Stabile |
|                                    | Partito Repubblicano Italiano           | 96 717                   | 3,78                     | 0,21                     | 1     | Stabile |
|                                    | Partito Liberale Italiano               | 62 185                   | 2,43                     | 0,88                     | 0     | Stabile |
|                                    | Partito Radicale                        | 41 284                   | 1,61                     | n.d.                     | 0     | n.d.    |
|                                    | Partito Nazionale Pensionati            | 29 293                   | 1,14                     | n.d.                     | 0     | n.d.    |
|                                    | Democrazia Proletaria                   | 25 022                   | 0,98                     | n.d.                     | 0     | n.d.    |
|                                    | Lista per Trieste                       | 6 606                    | 0,26                     | n.d.                     | 0     | n.d.    |
|                                    |                                         |                          |                          |                          |       |         |
| Iscritti                           | Iscritti                                | 3 250 655                | 100,00                   |                          |       |         |
| ↳ Votanti (% su iscritti)          | ↳ Votanti (% su iscritti)               | 2 769 626                | 85,20                    | 1,30                     |       |         |
| ↳ Voti validi (% su votanti)       | ↳ Voti validi (% su votanti)            | 2 558 550                | 92,38                    |                          |       |         |
| ↳ Schede non valide (% su votanti) | ↳ Schede non valide (% su votanti)      | 211 076                  | 7,62                     |                          |       |         |
| ↳ Astenuti (% su iscritti)         | ↳ Astenuti (% su iscritti)              | 481 029                  | 14,80                    |                          |       |         |

| Eletti | Eletti                    |  | Eletti               | Eletti |
| ------ | ------------------------- |  | -------------------- | ------ |
|        | Francesco Paolo Bonifacio |  | Ferdinando Russo     |        |
|        | Pietro Colella            |  | Ersilia Salvato      |        |
|        | Mario Condorelli          |  | Boris Ulianich       |        |
|        | Salverino De Vito         |  | Pietro Valenza       |        |
|        | Francesco D'Onofrio       |  | Roberto Visconti     |        |
|        | Franca Falcucci           |  | Riccardo Monaco      |        |
|        | Nicola Mancino            |  | Pietro Pirolo        |        |
|        | Francesco Patriarca       |  | Pietro Pistolese     |        |
|        | Michele Pinto             |  | Antonio Rastrelli    |        |
|        | Giuseppe Santonastaso     |  | Francesco De Martino |        |
|        | Alfonso Tanga             |  | Enrico Quaranta      |        |
|        | Antonio Calì              |  | Michele Sellitti     |        |
|        | Gerardo Chiaromonte       |  | Nicola Trotta        |        |
|        | Antonio Gioino            |  | Luigi Franza         |        |
|        | Nicola Imbriaco           |  | Biagio Pinto         |        |

### X legislatura
Nessun candidato nei collegi uninominali raggiunse il quorum del 65% dei voti per essere eletto automaticamente; i seggi vennero pertanto assegnati proporzionalmente ai voti ricevuti.
| Partito                            | Partito                                 | Risultati 14 giugno 1987 | Risultati 14 giugno 1987 | Risultati 14 giugno 1987 | Seggi | Seggi   |
| Partito                            | Partito                                 | Voti                     | %                        | ±                        | Num   | ±       |
| ---------------------------------- | --------------------------------------- | ------------------------ | ------------------------ | ------------------------ | ----- | ------- |
|                                    | Democrazia Cristiana                    | 970 946                  | 36,13                    | 3,38                     | 13    | 2       |
|                                    | Partito Comunista Italiano              | 631 785                  | 23,51                    | 2,02                     | 8     | 1       |
|                                    | Partito Socialista Italiano             | 390 818                  | 14,54                    | 2,26                     | 4     | Stabile |
|                                    | Movimento Sociale Italiano              | 256 998                  | 9,56                     | 4,52                     | 3     | 1       |
|                                    | Partito Socialista Democratico Italiano | 124 439                  | 4,63                     | 0,52                     | 1     | Stabile |
|                                    | Partito Repubblicano Italiano           | 116 392                  | 4,33                     | 0,55                     | 1     | Stabile |
|                                    | Partito Liberale Italiano               | 63 146                   | 2,35                     | 0,08                     | 0     | Stabile |
|                                    | Partito Radicale                        | 50 898                   | 1,89                     | 0,28                     | 0     | Stabile |
|                                    | Democrazia Proletaria                   | 29 792                   | 1,11                     | 0,13                     | 0     | Stabile |
|                                    | Federazione delle Liste Verdi           | 21 107                   | 0,79                     | n.d.                     | 0     | n.d.    |
|                                    | Altri                                   | 31 350                   | 1,17                     | n.d.                     | 0     | n.d.    |
|                                    |                                         |                          |                          |                          |       |         |
| Iscritti                           | Iscritti                                | 3 438 441                | 100,00                   |                          |       |         |
| ↳ Votanti (% su iscritti)          | ↳ Votanti (% su iscritti)               | 2 881 367                | 83,80                    | 1,40                     |       |         |
| ↳ Voti validi (% su votanti)       | ↳ Voti validi (% su votanti)            | 2 687 671                | 93,28                    |                          |       |         |
| ↳ Schede non valide (% su votanti) | ↳ Schede non valide (% su votanti)      | 193 696                  | 6,72                     |                          |       |         |
| ↳ Astenuti (% su iscritti)         | ↳ Astenuti (% su iscritti)              | 557 074                  | 16,20                    |                          |       |         |

| Eletti | Eletti                |  | Eletti                   | Eletti |
| ------ | --------------------- |  | ------------------------ | ------ |
|        | Giovanni Amabile      |  | Nicola Imbriaco          |        |
|        | Manfredi Bosco        |  | Ferdinando Imposimato    |        |
|        | Mario Condorelli      |  | Ersilia Salvato          |        |
|        | Salverino De Vito     |  | Boris Ulianich           |        |
|        | Franca Falcucci       |  | Giuseppe Vignola         |        |
|        | Mauro Ianniello       |  | Roberto Visconti         |        |
|        | Nicola Mancino        |  | Modestino Acone          |        |
|        | Francesco Patriarca   |  | Francesco Guizzi         |        |
|        | Michele Pinto         |  | Antonio Mario Innamorato |        |
|        | Francesco Tagliamonte |  | Sossio Pezzullo          |        |
|        | Lucio Toth            |  | Michele Florino          |        |
|        | Antonio Ventre        |  | Francesco Pontone        |        |
|        | Ortensio Zecchino     |  | Antonio Rastrelli        |        |
|        | Giuseppe Boffa        |  | Luigi Franza             |        |
|        | Gerardo Chiaromonte   |  | Rocco Coletta            |        |

### XI legislatura
Nessun candidato nei collegi uninominali raggiunse il quorum del 65% dei voti per essere eletto automaticamente; i seggi vennero pertanto assegnati proporzionalmente ai voti ricevuti.
| Partito                            | Partito                                 | Risultati 5 aprile 1992 | Risultati 5 aprile 1992 | Risultati 5 aprile 1992 | Seggi | Seggi   |
| Partito                            | Partito                                 | Voti                    | %                       | ±                       | Num   | ±       |
| ---------------------------------- | --------------------------------------- | ----------------------- | ----------------------- | ----------------------- | ----- | ------- |
|                                    | Democrazia Cristiana                    | 901 997                 | 32,44                   | 3,70                    | 11    | 2       |
|                                    | Partito Socialista Italiano             | 503 404                 | 18,10                   | 3,57                    | 5     | 1       |
|                                    | Partito Democratico della Sinistra      | 409 904                 | 14,74                   | n.d.                    | 5     | n.d.    |
|                                    | Movimento Sociale Italiano              | 276 670                 | 9,95                    | 0,39                    | 3     | Stabile |
|                                    | Rifondazione Comunista                  | 154 416                 | 5,55                    | n.d.                    | 2     | n.d.    |
|                                    | Partito Repubblicano Italiano           | 147 511                 | 5,30                    | 0,97                    | 1     | Stabile |
|                                    | Partito Socialista Democratico Italiano | 113 817                 | 4,09                    | 0,54                    | 1     | Stabile |
|                                    | Partito Liberale Italiano               | 103 745                 | 3,73                    | 1,38                    | 1     | 1       |
|                                    | Federazione dei Verdi                   | 91 170                  | 3,28                    | n.d.                    | 1     | n.d.    |
|                                    | Altri                                   | 78 290                  | 2,82                    | n.d.                    | 0     | n.d.    |
|                                    |                                         |                         |                         |                         |       |         |
| Iscritti                           | Iscritti                                | 3 678 383               | 100,00                  |                         |       |         |
| ↳ Votanti (% su iscritti)          | ↳ Votanti (% su iscritti)               | 3 026 909               | 82,29                   | 1,51                    |       |         |
| ↳ Voti validi (% su votanti)       | ↳ Voti validi (% su votanti)            | 2 780 924               | 91,87                   |                         |       |         |
| ↳ Schede non valide (% su votanti) | ↳ Schede non valide (% su votanti)      | 245 985                 | 8,13                    |                         |       |         |
| ↳ Astenuti (% su iscritti)         | ↳ Astenuti (% su iscritti)              | 651 474                 | 17,71                   |                         |       |         |

| Eletti | Eletti                   |  | Eletti              | Eletti |
| ------ | ------------------------ |  | ------------------- | ------ |
|        | Alfredo Bargi            |  | Michele Sellitti    |        |
|        | Mario Condorelli         |  | Gerardo Chiaromonte |        |
|        | Salverino De Vito        |  | Giuseppe Luongo     |        |
|        | Antonio Gava             |  | Maria Grazia Pagano |        |
|        | Arcangelo Lobianco       |  | Enrico Pelella      |        |
|        | Nicola Mancino           |  | Umberto Ranieri     |        |
|        | Vincenzo Meo             |  | Michele Florino     |        |
|        | Flaminio Piccoli         |  | Francesco Pontone   |        |
|        | Michele Pinto            |  | Antonio Rastrelli   |        |
|        | Antonio Ventre           |  | Luigi Manna         |        |
|        | Ortensio Zecchino        |  | Ersilia Salvato     |        |
|        | Luigi Franza             |  | Armando Stefanelli  |        |
|        | Antonio Mario Innamorato |  | Pasquale Ferrara    |        |
|        | Giuseppe Russo           |  | Luigi Compagna      |        |
|        | Raffaele Russo           |  | Annamaria Procacci  |        |

## Dal 1993 al 2005
Con la riforma elettorale maggioritaria del 1993, in prima istanza veniva eletto senatore il candidato che avesse riportato la maggioranza relativa dei suffragi in ciascun collegio. Nessun candidato poteva presentarsi in più di un collegio. I rimanenti seggi regionali erano invece assegnati assommando i voti di tutti i candidati uninominali perdenti che si fossero collegati in un gruppo regionale, utilizzando il metodo D'Hondt delle migliori medie: gli scranni così ottenuti da ciascun gruppo venivano assegnati, all'interno di essa, ai candidati perdenti che avessero ottenuto le migliori percentuali elettorali.

### Collegi elettorali
1. Napoli Centro
2. Napoli - Fuorigrotta
3. Napoli - Arenella
4. Napoli - Ponticelli
5. Pozzuoli
6. Giugliano in Campania
7. Casoria
8. Pomigliano d'Arco
9. Nola
10. Torre del Greco
11. Castellammare di Stabia
12. Portici
13. Caserta
14. Aversa
15. Santa Maria Capua Vetere
16. Benevento
17. Ariano Irpino
18. Avellino
19. Agropoli
20. Battipaglia
21. Salerno
22. Nocera Inferiore

### XII legislatura

#### Risultati elettorali
|                               | Alleanza dei Progressisti       | 1 013 970 | 37,79 | 15 |  |  |  |  |  |
|                               | Polo del Buon Governo           | 890 191   | 33,18 | 10 |  |  |  |  |  |
|                               | Patto per l'Italia              | 534 233   | 19,91 | 5  |  |  |  |  |  |
|                               | Unione Cristiani e Riformisti   | 58 656    | 2,19  | –  |  |  |  |  |  |
|                               | Unità Popolare                  | 58 265    | 2,17  | –  |  |  |  |  |  |
|                               | Programma Italia                | 46 991    | 1,75  | –  |  |  |  |  |  |
|                               | Unione Riformista Meridionale   | 33 316    | 1,24  | –  |  |  |  |  |  |
|                               | Alleanza Meridionale            | 24 579    | 0,92  | –  |  |  |  |  |  |
|                               | Socialdemocrazia per le Libertà | 13 675    | 0,51  | –  |  |  |  |  |  |
|                               | Risveglio Popolare              | 8 941     | 0,33  | –  |  |  |  |  |  |
| Totale                        | Totale                          | 2 682 817 | 100   | 30 |  |  |  |  |  |
|                               |                                 |           |       |    |  |  |  |  |  |
| Voti non validi               | Voti non validi                 | 323 594   | 10,76 |    |  |  |  |  |  |
| Votanti                       | Votanti                         | 3 006 411 | 78,68 |    |  |  |  |  |  |
| Elettori                      | Elettori                        | 3 821 002 |       |    |  |  |  |  |  |
|                               |                                 |           |       |    |  |  |  |  |  |
| Data: 27-28 marzo 1994        |                                 |           |       |    |  |  |  |  |  |
| Fonte: Ministero dell'interno |                                 |           |       |    |  |  |  |  |  |

#### Eletti
Eletti nel Polo del Buon Governo (FI - LN - CCD - UdC - PLD)
     Eletti nei Progressisti (PDS - PRC - FdV - PSI - Rete - AD)
     Eletti nel Patto per l'Italia (PPI - PS)
| Collegio                      | Eletto | Eletto                    | Partito | Quota |
| ----------------------------- | ------ | ------------------------- | ------- | ----- |
| 1 - Napoli Centro             |        | Francesco Pontone         |         | Magg. |
| 1 - Napoli Centro             |        | Massimo Villone           |         | Prop. |
| 2 - Napoli - Fuorigrotta      |        | Raffaele Bertoni          |         | Magg. |
| 3 - Napoli - Arenella         |        | Maria Grazia Pagano       |         | Magg. |
| 3 - Napoli - Arenella         |        | Michele Florino           |         | Prop. |
| 4 - Napoli - Ponticelli       |        | Ersilia Salvato           |         | Magg. |
| 5 - Pozzuoli                  |        | Eugenio Mario Donise      |         | Magg. |
| 6 - Giugliano in Campania     |        | Giovanni Lubrano di Ricco |         | Magg. |
| 6 - Giugliano in Campania     |        | Aniello Palumbo           |         | Prop. |
| 7 - Casoria                   |        | Guido De Martino          |         | Magg. |
| 7 - Casoria                   |        | Alfonso Capone            |         | Prop. |
| 8 - Pomigliano d'Arco         |        | Francesco Barra           |         | Magg. |
| 9 - Nola                      |        | Carmine Mensorio          |         | Magg. |
| 9 - Nola                      |        | Aldo Masullo              |         | Prop. |
| 10 - Torre del Greco          |        | Enrico Pelella            |         | Magg. |
| 11 - Castellammare di Stabia  |        | Francesco De Notaris      |         | Magg. |
| 12 - Portici                  |        | Antonio Carcarino         |         | Magg. |
| 13 - Caserta                  |        | Ferdinando Imposimato     |         | Magg. |
| 14 - Aversa                   |        | Michele Corvino           |         | Magg. |
| 15 - Santa Maria Capua Vetere |        | Filippo Reccia            |         | Magg. |
| 16 - Benevento                |        | Antonio Guarra            |         | Magg. |
| 16 - Benevento                |        | Pietro Perlingieri        |         | Prop. |
| 17 - Ariano Irpino            |        | Ortensio Zecchino         |         | Magg. |
| 18 - Avellino                 |        | Nicola Mancino            |         | Magg. |
| 19 - Agropoli                 |        | Giuseppe Fronzuti         |         | Magg. |
| 19 - Agropoli                 |        | Michele Pinto             |         | Prop. |
| 20 - Battipaglia              |        | Roberto Napoli            |         | Magg. |
| 21 - Salerno                  |        | Vincenzo De Masi          |         | Magg. |
| 22 - Nocera Inferiore         |        | Michele Sellitti          |         | Magg. |
| 22 - Nocera Inferiore         |        | Carmine Cozzolino         |         | Prop. |

### XIII legislatura

#### Risultati elettorali
|                               | L'Ulivo             | 1 152 061 | 42,98 | 16 |  |  |  |  |  |
|                               | Polo per le Libertà | 1 151 617 | 42,96 | 12 |  |  |  |  |  |
|                               | Fiamma Tricolore    | 126 612   | 4,72  | –  |  |  |  |  |  |
|                               | Progressisti        | 97 912    | 3,65  | 2  |  |  |  |  |  |
|                               | Partito Socialista  | 74 390    | 2,78  | –  |  |  |  |  |  |
|                               | Democrazia Sociale  | 60 016    | 2,24  | –  |  |  |  |  |  |
|                               | Patto per l'Agro    | 17 980    | 0,67  | –  |  |  |  |  |  |
| Totale                        | Totale              | 2 680 588 | 100   | 30 |  |  |  |  |  |
|                               |                     |           |       |    |  |  |  |  |  |
| Voti non validi               | Voti non validi     | 279 187   | 9,43  |    |  |  |  |  |  |
| Votanti                       | Votanti             | 2 959 775 | 74,96 |    |  |  |  |  |  |
| Elettori                      | Elettori            | 3 948 214 |       |    |  |  |  |  |  |
|                               |                     |           |       |    |  |  |  |  |  |
| Data: 21 aprile 1996          |                     |           |       |    |  |  |  |  |  |
| Fonte: Ministero dell'interno |                     |           |       |    |  |  |  |  |  |

#### Eletti
Eletti nell'Ulivo (PDS - PPI - RI - FdV)
     Eletti nel Polo per le Libertà (FI - AN - CCD-CDU)
     Eletti nei Progressisti (PRC)
| Collegio                      | Eletto | Eletto                    | Partito | Quota |
| ----------------------------- | ------ | ------------------------- | ------- | ----- |
| 1 - Napoli Centro             |        | Massimo Villone           |         | Magg. |
| 1 - Napoli Centro             |        | Francesco Pontone         |         | Prop. |
| 2 - Napoli - Fuorigrotta      |        | Raffaele Bertoni          |         | Magg. |
| 3 - Napoli - Arenella         |        | Maria Grazia Pagano       |         | Magg. |
| 3 - Napoli - Arenella         |        | Michele Florino           |         | Prop. |
| 4 - Napoli - Ponticelli       |        | Luigi Marino              |         | Magg. |
| 5 - Pozzuoli                  |        | Eugenio Mario Donise      |         | Magg. |
| 5 - Pozzuoli                  |        | Salvatore Lauro           |         | Prop. |
| 6 - Giugliano in Campania     |        | Giovanni Lubrano di Ricco |         | Magg. |
| 7 - Casoria                   |        | Guido De Martino          |         | Magg. |
| 8 - Pomigliano d'Arco         |        | Aniello Palumbo           |         | Magg. |
| 9 - Nola                      |        | Aldo Masullo              |         | Magg. |
| 10 - Torre del Greco          |        | Enrico Pelella            |         | Magg. |
| 11 - Castellammare di Stabia  |        | Mario D'Urso              |         | Magg. |
| 11 - Castellammare di Stabia  |        | Tancredi Cimmino          |         | Prop. |
| 12 - Portici                  |        | Antonio Carcarino         |         | Magg. |
| 13 - Caserta                  |        | Carmine De Santis         |         | Magg. |
| 14 - Aversa                   |        | Lorenzo Diana             |         | Magg. |
| 14 - Aversa                   |        | Filippo Reccia            |         | Prop. |
| 15 - Santa Maria Capua Vetere |        | Emiddio Novi              |         | Magg. |
| 16 - Benevento                |        | Davide Nava               |         | Magg. |
| 16 - Benevento                |        | Antonio Conte             |         | Prop. |
| 17 - Ariano Irpino            |        | Ortensio Zecchino         |         | Magg. |
| 18 - Avellino                 |        | Nicola Mancino            |         | Magg. |
| 19 - Agropoli                 |        | Alessandro Meluzzi        |         | Magg. |
| 20 - Battipaglia              |        | Roberto Napoli            |         | Magg. |
| 20 - Battipaglia              |        | Giovanni Iuliano          |         | Prop. |
| 21 - Salerno                  |        | Vincenzo De Masi          |         | Magg. |
| 21 - Salerno                  |        | Michele Pinto             |         | Prop. |
| 22 - Nocera Inferiore         |        | Carmine Cozzolino         |         | Magg. |

### XIV legislatura

#### Risultati elettorali
|                               | Casa delle Libertà                   | 1 214 326 | 42,51 | 16 |  |  |  |  |  |
|                               | L'Ulivo                              | 1 076 466 | 37,69 | 12 |  |  |  |  |  |
|                               | Democrazia Europea                   | 185 580   | 6,50  | 1  |  |  |  |  |  |
|                               | Partito della Rifondazione Comunista | 164 249   | 5,75  | 1  |  |  |  |  |  |
|                               | Italia dei Valori                    | 96 523    | 3,38  | –  |  |  |  |  |  |
|                               | Fiamma Tricolore                     | 57 988    | 2,03  | –  |  |  |  |  |  |
|                               | Lista Pannella-Bonino                | 43 411    | 1,52  | –  |  |  |  |  |  |
|                               | Forza Nuova                          | 12 717    | 0,45  | –  |  |  |  |  |  |
|                               | Movimento delle Libertà              | 4 023     | 0,14  | –  |  |  |  |  |  |
|                               | Giustizia-Progresso                  | 950       | 0,03  | –  |  |  |  |  |  |
| Totale                        | Totale                               | 2 856 233 | 100   | 30 |  |  |  |  |  |
|                               |                                      |           |       |    |  |  |  |  |  |
| Voti non validi               | Voti non validi                      | 314 569   | 9,92  |    |  |  |  |  |  |
| Votanti                       | Votanti                              | 3 170 802 | 76,20 |    |  |  |  |  |  |
| Elettori                      | Elettori                             | 4 160 998 |       |    |  |  |  |  |  |
|                               |                                      |           |       |    |  |  |  |  |  |
| Data: 13 maggio 2001          |                                      |           |       |    |  |  |  |  |  |
| Fonte: Ministero dell'interno |                                      |           |       |    |  |  |  |  |  |

#### Eletti
Eletti nella Casa delle Libertà (FI - AN - CCD-CDU - NPSI)
     Eletti nell'Ulivo (DS - DL - SDI - FdV - PdCI)
     Eletti in Democrazia Europea
     Eletti nel Partito della Rifondazione Comunista
| Collegio                      | Eletto | Eletto                     | Partito | Quota |
| ----------------------------- | ------ | -------------------------- | ------- | ----- |
| 1 - Napoli Centro             |        | Francesco Pontone          |         | Magg. |
| 1 - Napoli Centro             |        | Massimo Villone            |         | Prop. |
| 2 - Napoli - Fuorigrotta      |        | Fulvio Tessitore           |         | Magg. |
| 3 - Napoli - Arenella         |        | Maria Grazia Pagano        |         | Magg. |
| 3 - Napoli - Arenella         |        | Michele Florino            |         | Prop. |
| 4 - Napoli - Ponticelli       |        | Luigi Marino               |         | Magg. |
| 5 - Pozzuoli                  |        | Salvatore Lauro            |         | Magg. |
| 6 - Giugliano in Campania     |        | Gaetano Antonio Pellegrino |         | Magg. |
| 7 - Casoria                   |        | Tommaso Casillo            |         | Magg. |
| 8 - Pomigliano d'Arco         |        | Salvatore Marano           |         | Magg. |
| 8 - Pomigliano d'Arco         |        | Tommaso Sodano             |         | Prop. |
| 9 - Nola                      |        | Antonio Iervolino          |         | Magg. |
| 10 - Torre del Greco          |        | Giuseppe Scalera           |         | Magg. |
| 10 - Torre del Greco          |        | Antonio Girfatti           |         | Prop. |
| 11 - Castellammare di Stabia  |        | Luigi Bobbio               |         | Magg. |
| 12 - Portici                  |        | Nello Formisano            |         | Magg. |
| 13 - Caserta                  |        | Luigi Compagna             |         | Magg. |
| 13 - Caserta                  |        | Gaetano Pascarella         |         | Prop. |
| 14 - Aversa                   |        | Pasquale Giuliano          |         | Magg. |
| 15 - Santa Maria Capua Vetere |        | Emiddio Novi               |         | Magg. |
| 16 - Benevento                |        | Cosimo Izzo                |         | Magg. |
| 17 - Ariano Irpino            |        | Angelo Flammia             |         | Magg. |
| 18 - Avellino                 |        | Nicola Mancino             |         | Magg. |
| 19 - Agropoli                 |        | Leonzio Borea              |         | Magg. |
| 19 - Agropoli                 |        | Ettore Liguori             |         | Prop. |
| 20 - Battipaglia              |        | Gaetano Fasolino           |         | Magg. |
| 21 - Salerno                  |        | Vincenzo De Masi           |         | Magg. |
| 21 - Salerno                  |        | Roberto Manzione           |         | Prop. |
| 22 - Nocera Inferiore         |        | Carmine Cozzolino          |         | Magg. |
| 22 - Nocera Inferiore         |        | Francesco Salzano          |         | Prop. |

## Dal 2005 al 2017
Con l'entrata in vigore della legge Calderoli, per l'elezione del Senato viene adottato un sistema elettorale proporzionale con liste bloccate, soglia di sbarramento e premio di maggioranza su base regionale. Alla ripartizione dei seggi, che avviene secondo il metodo Hare dei quozienti interi e dei più alti resti, concorrono le liste che nell'ambito della circoscrizione regionale abbiano ottenuto almeno l'8% dei voti validi, oppure almeno il 3% se esse sono parte di una coalizione che abbia ottenuto almeno il 20%. In ogni caso, alla coalizione o lista singola più votata è attribuito almeno il 55% dei seggi: se tale soglia non è raggiunta, viene assegnato un premio di maggioranza, in forma di seggi supplementari, che riduce quelli attribuiti alle altre forze politiche.

### XV legislatura

#### Risultati elettorali
|                               | Democratici di Sinistra                           | 429 971   | 14,14 | 5  |  |  |  |  |  |
|                               | La Margherita                                     | 388 984   | 12,80 | 5  |  |  |  |  |  |
|                               | Partito della Rifondazione Comunista              | 201 991   | 6,64  | 3  |  |  |  |  |  |
|                               | Popolari UDEUR                                    | 158 198   | 5,20  | 2  |  |  |  |  |  |
|                               | Insieme con l'Unione                              | 113 508   | 3,73  | 1  |  |  |  |  |  |
|                               | Italia dei Valori                                 | 92 200    | 3,03  | 1  |  |  |  |  |  |
|                               | Rosa nel Pugno                                    | 83 243    | 2,74  | –  |  |  |  |  |  |
|                               | Partito Pensionati                                | 20 179    | 0,66  | –  |  |  |  |  |  |
|                               | I Socialisti                                      | 12 781    | 0,42  | –  |  |  |  |  |  |
|                               | Lista Consumatori                                 | 6 555     | 0,22  | –  |  |  |  |  |  |
|                               | Totale coalizione                                 | 1 507 610 | 49,59 | 17 |  |  |  |  |  |
|                               | Forza Italia                                      | 826 534   | 27,19 | 9  |  |  |  |  |  |
|                               | Alleanza Nazionale                                | 388 034   | 12,76 | 4  |  |  |  |  |  |
|                               | Unione dei Democratici Cristiani                  | 161 948   | 5,33  | 1  |  |  |  |  |  |
|                               | Democrazia Cristiana per le Autonomie – Nuovo PSI | 48 736    | 1,60  | –  |  |  |  |  |  |
|                               | Alternativa Sociale                               | 22 115    | 0,73  | –  |  |  |  |  |  |
|                               | Fiamma Tricolore                                  | 18 415    | 0,61  | –  |  |  |  |  |  |
|                               | Pensionati Uniti                                  | 8 108     | 0,27  | –  |  |  |  |  |  |
|                               | Lega Nord – MPA                                   | 7 075     | 0,23  | –  |  |  |  |  |  |
|                               | Partito Repubblicano Italiano                     | 6 794     | 0,22  | –  |  |  |  |  |  |
|                               | Ecologisti Democratici                            | 4 323     | 0,14  | –  |  |  |  |  |  |
|                               | Totale coalizione                                 | 1 492 082 | 49,08 | 13 |  |  |  |  |  |
|                               | Partito Comunista Marxista-Leninista              | 25 941    | 0,85  | –  |  |  |  |  |  |
|                               | Terzo Polo                                        | 8 275     | 0,27  | –  |  |  |  |  |  |
|                               | Lega Sud                                          | 2 485     | 0,08  | –  |  |  |  |  |  |
|                               | Unione Federalista Meridionale                    | 1 862     | 0,06  | –  |  |  |  |  |  |
|                               | Solidarietà                                       | 1 622     | 0,05  | –  |  |  |  |  |  |
| Totale                        | Totale                                            | 3 039 877 | 100   | 30 |  |  |  |  |  |
|                               |                                                   |           |       |    |  |  |  |  |  |
| Voti non validi               | Voti non validi                                   | 109 579   | 3,48  |    |  |  |  |  |  |
| Votanti                       | Votanti                                           | 3 149 456 | 78,31 |    |  |  |  |  |  |
| Elettori                      | Elettori                                          | 4 021 849 |       |    |  |  |  |  |  |
|                               |                                                   |           |       |    |  |  |  |  |  |
| Fonte: Ministero dell'interno |                                                   |           |       |    |  |  |  |  |  |

#### Eletti
| Democratici di Sinistra | La Margherita                                                                               | Partito della Rifondazione Comunista             |
| --- | ------------------------------------------------------------------------------------------- | ------------------------------------------------ |
| |                                                                                             |                                                  |
| - Roberto Barbieri - Anna Maria Carloni - Massimo Brutti - Andrea Carmine De Simone - Massimo Villone                                          | - Nicola Mancino - Giuseppe Scalera - Roberto Manzione - Antonio Polito - Antonio Maccanico | - Tommaso Sodano - Raffaele Tecce - Olimpia Vano |
| Udeur | Insieme con l'Unione                                                                        | Italia dei Valori                                |
| |                                                                                             |                                                  |
| - → Clemente Mastella - Stefano Cusumano - Tommaso Barbato                                                                                     | - Marco Pecoraro Scanio                                                                     | - Sergio De Gregorio                             |
| Forza Italia | Alleanza Nazionale                                                                          | Unione dei Demcoratici Cristiani e di Centro     |
| |                                                                                             |                                                  |
| - Giuseppe Pisanu - Franco Malvano - Pasquale Giuliano - Emiddio Novi - Lino Jannuzzi - Antonio Girfatti - Giorgio Stracquadanio - Cosimo Izzo | - Pasquale Viespoli - Francesco Pontone - Antonio Paravia - Gennaro Coronella               | - Marco Follini                                  |

1. ↑  Opta per la circoscrizione Calabria

### XVI legislatura

#### Risultati elettorali
|                               | Il Popolo della Libertà              | 1 426 468 | 48,78 | 18 |  |  |  |  |  |
|                               | Movimento per l'Autonomia            | 66 937    | 2,29  | –  |  |  |  |  |  |
|                               | Totale coalizione                    | 1 493 405 | 51,07 | 18 |  |  |  |  |  |
|                               | Partito Democratico                  | 852 544   | 29,16 | 10 |  |  |  |  |  |
|                               | Italia dei Valori                    | 139 675   | 4,78  | 2  |  |  |  |  |  |
|                               | Totale coalizione                    | 992 219   | 33,93 | 12 |  |  |  |  |  |
|                               | Unione di Centro                     | 200 190   | 6,85  | –  |  |  |  |  |  |
|                               | La Sinistra l'Arcobaleno             | 79 258    | 2,71  | –  |  |  |  |  |  |
|                               | La Destra - Fiamma Tricolore         | 43 679    | 1,49  | –  |  |  |  |  |  |
|                               | Partito Socialista                   | 37 273    | 1,27  | –  |  |  |  |  |  |
|                               | Partito Liberale Italiano            | 10 913    | 0,37  | –  |  |  |  |  |  |
|                               | Lista dei Grilli Parlanti            | 9 353     | 0,32  | –  |  |  |  |  |  |
|                               | Partito Comunista dei Lavoratori     | 8 550     | 0,29  | –  |  |  |  |  |  |
|                               | Sinistra Critica                     | 8 405     | 0,29  | –  |  |  |  |  |  |
|                               | Pcml                                 | 8 094     | 0,28  | –  |  |  |  |  |  |
|                               | Unione Democratica per i Consumatori | 7 710     | 0,26  | –  |  |  |  |  |  |
|                               | Lega Sud                             | 7 109     | 0,24  | –  |  |  |  |  |  |
|                               | Per il Bene Comune                   | 6 643     | 0,23  | –  |  |  |  |  |  |
|                               | Forza Nuova                          | 5 844     | 0,20  | –  |  |  |  |  |  |
|                               | Movimento Europeo Diversamente Abili | 5 393     | 0,18  | –  |  |  |  |  |  |
| Totale                        | Totale                               | 2 924 038 | 100   | 30 |  |  |  |  |  |
|                               |                                      |           |       |    |  |  |  |  |  |
| Voti non validi               | Voti non validi                      | 140 006   | 4,57  |    |  |  |  |  |  |
| Votanti                       | Votanti                              | 3 064 044 | 75,81 |    |  |  |  |  |  |
| Elettori                      | Elettori                             | 4 041 710 |       |    |  |  |  |  |  |
|                               |                                      |           |       |    |  |  |  |  |  |
| Fonte: Ministero dell'interno |                                      |           |       |    |  |  |  |  |  |

#### Eletti
| Il Popolo della Libertà | Partito Democratico |
| --- | --- |
| | |
| - Barbara Contini - Pasquale Viespoli - Pasquale Giuliano - Raffaele Calabrò - Francesco Pontone - Raffaele Lauro - Sergio De Gregorio - Vincenzo Nespoli - Sergio Vetrella - Diana De Feo - Gennaro Coronella - Luigi Compagna - Cosimo Izzo - Giuseppe Esposito - Antonio Paravia - Carlo Sarro - Cosimo Sibilia - Vincenzo Fasano | - Marco Follini - Alfonso Andria - Anna Maria Carloni - Vincenzo De Luca - Silvio Sircana - Maria Fortuna Incostante - Riccardo Villari - Teresa Armato - Franca Chiaromonte - Adriano Musi |
| - Barbara Contini - Pasquale Viespoli - Pasquale Giuliano - Raffaele Calabrò - Francesco Pontone - Raffaele Lauro - Sergio De Gregorio - Vincenzo Nespoli - Sergio Vetrella - Diana De Feo - Gennaro Coronella - Luigi Compagna - Cosimo Izzo - Giuseppe Esposito - Antonio Paravia - Carlo Sarro - Cosimo Sibilia - Vincenzo Fasano | Italia dei Valori |
| - Barbara Contini - Pasquale Viespoli - Pasquale Giuliano - Raffaele Calabrò - Francesco Pontone - Raffaele Lauro - Sergio De Gregorio - Vincenzo Nespoli - Sergio Vetrella - Diana De Feo - Gennaro Coronella - Luigi Compagna - Cosimo Izzo - Giuseppe Esposito - Antonio Paravia - Carlo Sarro - Cosimo Sibilia - Vincenzo Fasano | |
| - Barbara Contini - Pasquale Viespoli - Pasquale Giuliano - Raffaele Calabrò - Francesco Pontone - Raffaele Lauro - Sergio De Gregorio - Vincenzo Nespoli - Sergio Vetrella - Diana De Feo - Gennaro Coronella - Luigi Compagna - Cosimo Izzo - Giuseppe Esposito - Antonio Paravia - Carlo Sarro - Cosimo Sibilia - Vincenzo Fasano | - Aniello Di Nardo - Giacinto Russo |

### XVII legislatura

#### Risultati elettorali
|                               | Il Popolo della Libertà              | 795 114   | 30,32 | 16 |  |  |  |  |  |
|                               | Fratelli d'Italia                    | 76 637    | 2,92  | –  |  |  |  |  |  |
|                               | Grande Sud                           | 40 487    | 1,54  | –  |  |  |  |  |  |
|                               | Partito Pensionati                   | 16 592    | 0,63  | –  |  |  |  |  |  |
|                               | La Destra                            | 15 695    | 0,60  | –  |  |  |  |  |  |
|                               | Moderati in Rivoluzione              | 15 390    | 0,59  | –  |  |  |  |  |  |
|                               | Intesa Popolare                      | 7 121     | 0,27  | –  |  |  |  |  |  |
|                               | Lega Nord                            | 6 916     | 0,26  | –  |  |  |  |  |  |
|                               | Liberi per un'Italia Equa            | 6 488     | 0,25  | –  |  |  |  |  |  |
|                               | Totale coalizione                    | 980 440   | 37,39 | 16 |  |  |  |  |  |
|                               | Partito Democratico                  | 633 256   | 24,15 | 5  |  |  |  |  |  |
|                               | Sinistra Ecologia Libertà            | 79 473    | 3,03  | 1  |  |  |  |  |  |
|                               | Partito Socialista Italiano          | 24 943    | 0,95  | –  |  |  |  |  |  |
|                               | Centro Democratico                   | 23 152    | 0,88  | –  |  |  |  |  |  |
|                               | Totale coalizione                    | 760 824   | 29,01 | 6  |  |  |  |  |  |
|                               | Movimento 5 Stelle                   | 543 579   | 20,73 | 5  |  |  |  |  |  |
|                               | Con Monti per l'Italia               | 215 988   | 8,24  | 2  |  |  |  |  |  |
|                               | Rivoluzione Civile                   | 58 816    | 2,24  | –  |  |  |  |  |  |
|                               | Amnistia Giustizia Libertà           | 10 403    | 0,40  | –  |  |  |  |  |  |
|                               | Partito Comunista Marxista-Leninista | 9 599     | 0,37  | –  |  |  |  |  |  |
|                               | Fiamma Tricolore                     | 7 417     | 0,28  | –  |  |  |  |  |  |
|                               | Fare per Fermare il Declino          | 7 257     | 0,28  | –  |  |  |  |  |  |
|                               | Forza Nuova                          | 6 060     | 0,23  | –  |  |  |  |  |  |
|                               | Partito Comunista dei Lavoratori     | 5 781     | 0,22  | –  |  |  |  |  |  |
|                               | Io Amo l'Italia                      | 5 552     | 0,21  | –  |  |  |  |  |  |
|                               | CasaPound                            | 4 728     | 0,18  | –  |  |  |  |  |  |
|                               | Partito d'Azione per lo Sviluppo     | 3 191     | 0,12  | –  |  |  |  |  |  |
|                               | Rifondazione Missina Italiana        | 2 698     | 0,10  | –  |  |  |  |  |  |
| Totale                        | Totale                               | 2 622 333 | 100   | 29 |  |  |  |  |  |
|                               |                                      |           |       |    |  |  |  |  |  |
| Voti non validi               | Voti non validi                      | 125 171   | 4,56  |    |  |  |  |  |  |
| Votanti                       | Votanti                              | 2 747 504 | 67,43 |    |  |  |  |  |  |
| Elettori                      | Elettori                             | 4 074 374 |       |    |  |  |  |  |  |
|                               |                                      |           |       |    |  |  |  |  |  |
| Fonte: Ministero dell'interno |                                      |           |       |    |  |  |  |  |  |

#### Eletti
| Il Popolo della Libertà | Partito Democratico                                                                        | Movimento 5 Stelle                                                                |
| --- | ------------------------------------------------------------------------------------------ | --------------------------------------------------------------------------------- |
| |                                                                                            |                                                                                   |
| - → Silvio Berlusconi - Nitto Francesco Palma - Alessandra Mussolini - Giuseppe Esposito - Cosimo Sibilia - Luigi Compagna - Vincenzo D'Anna - Antonio Milo - → Lucio Barani - Riccardo Villari - Domenico De Siano - Giovanni Mauro - Ciro Falanga - Giuseppe Compagnone - Eva Longo - Pietro Langella - Vincenzo Fasano - Franco Cardiello | - Rosaria Capacchione - Sergio Zavoli - Vincenzo Cuomo - Angelica Saggese - Pasquale Sollo | - Sergio Puglia - Andrea Cioffi - Paola Nugnes - Vilma Moronese - Bartolomeo Pepe |
| - → Silvio Berlusconi - Nitto Francesco Palma - Alessandra Mussolini - Giuseppe Esposito - Cosimo Sibilia - Luigi Compagna - Vincenzo D'Anna - Antonio Milo - → Lucio Barani - Riccardo Villari - Domenico De Siano - Giovanni Mauro - Ciro Falanga - Giuseppe Compagnone - Eva Longo - Pietro Langella - Vincenzo Fasano - Franco Cardiello | Sinistra Ecologia Libertà                                                                  | Con Monti per l'Italia                                                            |
| - → Silvio Berlusconi - Nitto Francesco Palma - Alessandra Mussolini - Giuseppe Esposito - Cosimo Sibilia - Luigi Compagna - Vincenzo D'Anna - Antonio Milo - → Lucio Barani - Riccardo Villari - Domenico De Siano - Giovanni Mauro - Ciro Falanga - Giuseppe Compagnone - Eva Longo - Pietro Langella - Vincenzo Fasano - Franco Cardiello |                                                                                            |                                                                                   |
| - → Silvio Berlusconi - Nitto Francesco Palma - Alessandra Mussolini - Giuseppe Esposito - Cosimo Sibilia - Luigi Compagna - Vincenzo D'Anna - Antonio Milo - → Lucio Barani - Riccardo Villari - Domenico De Siano - Giovanni Mauro - Ciro Falanga - Giuseppe Compagnone - Eva Longo - Pietro Langella - Vincenzo Fasano - Franco Cardiello | - Giuseppe De Cristofaro                                                                   | - Pier Ferdinando Casini - Lucio Romano                                           |

1. ↑  Opta per la circoscrizione Molise
2. ↑  Opta per la circoscrizione Lombardia

## Dal 2017

### Collegi elettorali

#### Dal 2017 al 2020
Alla circoscrizione sono attribuiti 29 seggi: 11 sono assegnati con sistema maggioritario, in altrettanti collegi uninominali; 18 mediante sistema proporzionale, all'interno di tre collegi plurinominali.
| Collegi plurinominali | Collegi plurinominali | Collegi uninominali                                                                                         |
| --------------------- | --------------------- | --- |
|                       | Campania - 01         | - 01 - Benevento - 02 - Caserta - 03 - Avellino                                                             |
|                       | Campania - 02         | - 04 - Giugliano in Campania - 06 - Casoria - 07 - Napoli - San Carlo all'Arena - 08 - Napoli - Fuorigrotta |
|                       | Campania - 03         | - 05 - Portici - 09 - Torre del Greco - 10 - Salerno - 11 - Battipaglia                                     |

#### Dal 2020
In seguito alla riforma costituzionale del 2020 in tema di riduzione del numero dei parlamentari, alla circoscrizione sono attribuiti 18 seggi: 7 sono assegnati mediante sistema maggioritario, in altrettanti collegi uninominali; 11 mediante sistema proporzionale, all'interno di due collegi plurinominali.
| Collegi plurinominali | Collegi plurinominali | Collegi uninominali                                                                           |
| --------------------- | --------------------- | --------------------------------------------------------------------------------------------- |
|                       | Campania - 01         | - 04 - Napoli - Fuorigrotta - 05 - Giugliano in Campania - 06 - Torre del Greco - 07 - Acerra |
|                       | Campania - 02         | - 01 - Caserta - 02 - Benevento - 03 - Salerno                                                |

### XVIII legislatura

#### Risultati
|                               | Movimento 5 Stelle                          | 1 306 465 | 48,74 | 9  | 1 306 465 | 48,74 | 11 |  |  |
|                               | Forza Italia                                | 530 333   | 19,79 | 4  | 777 859   | 29,02 | –  |  |  |
|                               | Lega                                        | 123 006   | 4,59  | 1  | 777 859   | 29,02 | –  |  |  |
|                               | Fratelli d'Italia                           | 88 816    | 3,31  | 1  | 777 859   | 29,02 | –  |  |  |
|                               | Noi con l'Italia – UDC                      | 35 704    | 1,33  | –  | 777 859   | 29,02 | –  |  |  |
|                               | Partito Democratico                         | 369 151   | 13,77 | 3  | 433 686   | 16,18 | –  |  |  |
|                               | +Europa                                     | 29 537    | 1,10  | –  | 433 686   | 16,18 | –  |  |  |
|                               | Civica Popolare                             | 20 177    | 0,75  | –  | 433 686   | 16,18 | –  |  |  |
|                               | Italia Europa Insieme                       | 14 821    | 0,55  | –  | 433 686   | 16,18 | –  |  |  |
|                               | Liberi e Uguali                             | 68 919    | 2,57  | –  | 68 919    | 2,57  | –  |  |  |
|                               | Potere al Popolo!                           | 36 957    | 1,38  | –  | 36 957    | 1,38  | –  |  |  |
|                               | Il Popolo della Famiglia                    | 15 529    | 0,58  | –  | 15 529    | 0,58  | –  |  |  |
|                               | CasaPound                                   | 13 315    | 0,50  | –  | 13 315    | 0,50  | –  |  |  |
|                               | Italia agli Italiani (FT - FN)              | 11 432    | 0,43  | –  | 11 432    | 0,43  | –  |  |  |
|                               | Partito Comunista                           | 5 480     | 0,20  | –  | 5 480     | 0,20  | –  |  |  |
|                               | Partito Repubblicano Italiano – ALA         | 4 205     | 0,16  | –  | 4 205     | 0,16  | –  |  |  |
|                               | Per una Sinistra Rivoluzionaria (PCL - SCR) | 3 378     | 0,13  | –  | 3 378     | 0,13  | –  |  |  |
|                               | Partito Valore Umano                        | 3 046     | 0,11  | –  | 3 046     | 0,11  | –  |  |  |
| Totale                        | Totale                                      | 2 680 271 | 100   | 18 | 2 680 271 | 100   | 11 |  |  |
|                               |                                             |           |       |    |           |       |    |  |  |
| Schede bianche                | Schede bianche                              | 37 218    | 1,34  |    |           |       |    |  |  |
| Schede nulle                  | Schede nulle                                | 56 708    | 2,04  |    |           |       |    |  |  |
| Votanti                       | Votanti                                     | 2 774 197 | 67,85 |    |           |       |    |  |  |
| Elettori                      | Elettori                                    | 4 088 744 |       |    |           |       |    |  |  |
|                               |                                             |           |       |    |           |       |    |  |  |
| Fonte: Ministero dell'interno |                                             |           |       |    |           |       |    |  |  |

#### Eletti

##### Eletti maggioritario
Eletti nel Movimento 5 Stelle
     Eletti nella coalizione di centro-sinistra (PD - Art.1 - SI - DemA - IV)
| Collegio uninominale          | Eletto | Eletto                    | Partito |
| ----------------------------- | ------ | ------------------------- | ------- |
| 1. Benevento                  |        | Danila De Lucia           | M5S     |
| 2. Caserta                    |        | Vilma Moronese            | M5S     |
| 3. Avellino                   |        | Ugo Grassi                | M5S     |
| 4. Giugliano in Campania      |        | Maria Domenica Castellone | M5S     |
| 5. Portici                    |        | Francesco Urraro          | M5S     |
| 6. Casoria                    |        | Raffaele Mautone          | M5S     |
| 7. Napoli-San Carlo all'Arena |        | Franco Ortolani           | M5S     |
| 7. Napoli-San Carlo all'Arena |        | Sandro Ruotolo            | Ind.    |
| 8. Napoli-Fuorigrotta         |        | Paola Nugnes              | M5S     |
| 9. Torre del Greco            |        | Virginia La Mura          | M5S     |
| 10. Salerno                   |        | Andrea Cioffi             | M5S     |
| 11. Battipaglia               |        | Francesco Castiello       | M5S     |

1. ↑  In data 19.02.2021 aderisce al gruppo misto, non iscritti.
2. ↑  In data 12.12.2019 aderisce al gruppo Lega-Salvini Premier-Partito Sardo d'Azione; in data 18.05.2022 al gruppo misto, non iscritti; in data 06.06.2022 al gruppo misto, componente «ITALIA AL CENTRO (IDEA-CAMBIAMO!, EUROPEISTI, NOI DI CENTRO  (Noi Campani))».
3. ↑  In data 12.12.2019 aderisce al gruppo Lega-Salvini Premier-Partito Sardo d'Azione.
4. ↑  In data 22.06.2022 aderisce al gruppo misto, non iscritti; in data 29.06.2022 al gruppo Insieme per il futuro - Centro Democratico.
5. ↑  Deceduto in data 22.11.2019.
6. ↑  Dal 27.02.2020 (eletto in seguito a elezioni suppletive).
7. ↑  Aderisce al gruppo misto, non iscritti; in data 29.04.2021 alla componente «Liberi e Uguali-Ecosolidali».
8. ↑  In data 29.06.2019 aderisce al gruppo misto, non iscritti; in data 11.09.2019 alla componente «Liberi e Uguali»; in data 28.04.2021 torna nei non iscritti.
9. ↑  In data 19.02.2021 aderisce al gruppo misto, non iscritti; in data 27.04.2022 aderisce al gruppo Uniti per la Costituzione-C.A.L. (Costituzione, Ambiente, Lavoro).

##### Eletti proporzionale
| Collegio plurinominale | M5S                                                      | Forza Italia                      | Partito Democratico               | Lega              | Fratelli d'Italia |
| ---------------------- | -------------------------------------------------------- | --------------------------------- | --------------------------------- | ----------------- | ----------------- |
| Collegio plurinominale |                                                          |                                   |                                   |                   |                   |
| 1. Campania - 01       | - Agostino Santillo - Sabrina Ricciardi - Fabio Di Micco | - Alessandrina Lonardo            | - Valeria Fedeli                  | - Claudio Barbaro | –                 |
| 2. Campania - 02       | - Sergio Vaccaro - Silvana Giannuzzi - Vincenzo Presutto | - Domenico De Siano               | - Valeria Valente                 | –                 | –                 |
| 3. Campania - 03       | - Sergio Puglia - Luisa Angrisani - Felicia Gaudiano     | - Luigi Cesaro - Vincenzo Carbone | - Giovanni Saverio Furio Pittella | –                 | - Antonio Iannone |

1. ↑  In data 19.02.2021 aderisce al gruppo misto, non iscritti; in data 27.01.2022 al gruppo Uniti per la Costituzione-C.A.L. (Costituzione, Ambiente, Lavoro); in data 29.01.2022 torna nel gruppo misto, non iscritti; in data 18.07.2022 torna nel gruppo MoVimento 5 Stelle.
2. ↑  In data 29.07.2020 aderisce al gruppo misto, non iscritti; in data 23.12.2021 alla componente «ITALIA AL CENTRO (IDEA-CAMBIAMO!-EUROPEISTI-NOI DI CENTRO (Noi Campani))».
3. ↑  In data 13.10.2020 aderisce al gruppo misto, non iscritti; in data 09.12.2020 al gruppo Fratelli d'Italia.
4. 1 2  In data 22.06.2022 aderisce al gruppo misto, non iscritti; in data 29.06.2022 al gruppo Insieme per il futuro - Centro Democratico.
5. ↑  In data 19.02.2021 aderisce al gruppo misto, non iscritti; in data 04.05.2022 aderisce al gruppo Uniti per la Costituzione-C.A.L. (Costituzione, Ambiente, Lavoro).
6. ↑  In data 19.02.2021 aderisce al gruppo misto, non iscritti; in data 22.06.2021 alla componente «L'Alternativa c'è-Lista del Popolo per la Costituzione»; in data 09.11.2021 torna nei non iscritti; in data 27.01.2022 aderisce al gruppo C.A.L. (Costituzione, Ambiente, Lavoro) - Idv; in data 29.01.2022 torna nel gruppo misto, non iscritti; in data 27.04.2022 aderisce al gruppo Uniti per la Costituzione-C.A.L. (Costituzione, Ambiente, Lavoro).
7. ↑  In data 01.07.2020 aderisce al gruppo Italia Viva-P.S.I..

### XIX legislatura

#### Risultati elettorali
|                               | Movimento 5 Stelle                                      | 797 815   | 34,67 | 4  | 797 815   | 34,67 | 4 |  |  |
|                               | Fratelli d'Italia                                       | 412 490   | 17,93 | 2  | 764 825   | 33,24 | 3 |  |  |
|                               | Forza Italia                                            | 245 157   | 10,65 | 1  | 764 825   | 33,24 | 3 |  |  |
|                               | Lega per Salvini Premier                                | 93 903    | 4,08  | 1  | 764 825   | 33,24 | 3 |  |  |
|                               | Noi Moderati                                            | 13 275    | 0,58  | –  | 764 825   | 33,24 | 3 |  |  |
|                               | Partito Democratico - Italia Democratica e Progressista | 365 388   | 15,88 | 2  | 511 682   | 22,24 | – |  |  |
|                               | Alleanza Verdi e Sinistra                               | 62 043    | 2,70  | –  | 511 682   | 22,24 | – |  |  |
|                               | +Europa                                                 | 49 764    | 2,16  | –  | 511 682   | 22,24 | – |  |  |
|                               | Impegno Civico – Centro Democratico                     | 34 487    | 1,50  | –  | 511 682   | 22,24 | – |  |  |
|                               | Azione - Italia Viva                                    | 121 336   | 5,27  | 1  | 121 336   | 5,27  | – |  |  |
|                               | Unione Popolare                                         | 45 052    | 1,96  | –  | 45 052    | 1,96  | – |  |  |
|                               | Italexit                                                | 32 482    | 1,41  | –  | 32 482    | 1,41  | – |  |  |
|                               | Noi di Centro – Europeisti                              | 27 756    | 1,21  | –  | 27 756    | 1,21  | – |  |  |
| Totale                        | Totale                                                  | 2 300 948 | 100   | 11 | 2 300 948 | 100   | 7 |  |  |
|                               |                                                         |           |       |    |           |       |   |  |  |
| Voti non validi               | Voti non validi                                         | 102 094   | 4,25  |    |           |       |   |  |  |
| Votanti                       | Votanti                                                 | 2 403 042 | 53,27 |    |           |       |   |  |  |
| Elettori                      | Elettori                                                | 4 510 722 |       |    |           |       |   |  |  |
|                               |                                                         |           |       |    |           |       |   |  |  |
| Data: 25 settembre 2022       |                                                         |           |       |    |           |       |   |  |  |
| Fonte: Ministero dell'interno |                                                         |           |       |    |           |       |   |  |  |

#### Eletti

##### Eletti maggioritario
Eletti nel Movimento 5 Stelle
     Eletti nella coalizione di centro-destra (FdI - Lega - FI - NM)
| Collegio uninominale       | Eletto | Eletto                    | Partito |
| -------------------------- | ------ | ------------------------- | ------- |
| 01 - Caserta               |        | Giovanna Petrenga         | FdI     |
| 02 - Benevento             |        | Giulia Cosenza            | FdI     |
| 03 - Salerno               |        | Antonio Iannone           | FdI     |
| 04 - Napoli - Fuorigrotta  |        | Ada Lopreiato             | M5S     |
| 05 - Giugliano in Campania |        | Maria Domenica Castellone | M5S     |
| 06 - Torre del Greco       |        | Orfeo Mazzella            | M5S     |
| 07 - Acerra                |        | Raffaele De Rosa          | M5S     |

1. ↑  In data 08.01.2024 abbandona il gruppo M5S. In data 21.02.2024 aderisce al gruppo FI-BP-PPE

##### Eletti proporzionale
| Collegio plurinominale | Movimento 5 Stelle                   | Fratelli d'Italia  | Partito Democratico-IDP | Forza Italia          | Azione - Italia Viva | Lega per Salvini Premier |
| ---------------------- | ------------------------------------ | ------------------ | ----------------------- | --------------------- | -------------------- | ------------------------ |
| Collegio plurinominale |                                      |                    |                         |                       |                      |                          |
| 1. Campania - 01       | - Vincenza Aloisio - Luigi Nave      | - Sergio Rastrelli | - Dario Franceschini    | - Francesco Silvestro | - Matteo Renzi       | -                        |
| 2. Campania - 02       | - Anna Bilotti - Francesco Castiello | - Domenico Matera  | - Susanna Camusso       | -                     | -                    | - Gianluca Cantalamessa  |

1. ↑  Deceduto in data 31.12.2024. L'8 gennaio 2025 gli subentra Felicia Gaudiano.